# Menominee Lake
Menominee Lake är en sjö i Kanada.   Den ligger i District Municipality of Muskoka och provinsen Ontario, i den sydöstra delen av landet, 270 km väster om huvudstaden Ottawa. Den sträcker sig 1,9 kilometer i nord-sydlig riktning, och 2,0 kilometer i öst-västlig riktning.